# Ненадівка
Нена́дівка — село в Україні, у Царичанській селищній громаді Дніпровського району Дніпропетровської області. Площа — 0,931 км², домогосподарств — 79, населення — 174 особи.

## Географія
Село Ненадівка знаходиться на правому березі каналу Дніпро — Донбас, за 2 км від села Семенівка і за 4 км від села Юр'ївка. Поруч проходить автомобільна дорога Т 0412.

## Населення

### Мова
Розподіл населення за рідною мовою за даними перепису 2001 року:
| Мова            | Кількість | Відсоток |
| --------------- | --------- | -------- |
| українська      | 202       | 92.24%   |
| російська       | 14        | 6.38%    |
| угорська        | 1         | 0.46%    |
| румунська       | 1         | 0.46%    |
| інші/не вказали | 1         | 0.46%    |
| Усього          | 219       | 100%     |